# Pop Smoke
Pop Smoke (Поп Смо́ук; настоящее имя — Баша́р Бара́ка Дже́ксон; англ. Bashar Barakah Jackson; 20 июля 1999, Бруклин — 19 февраля 2020, Лос-Анджелес) — американский рэпер, певец, автор песен и актёр. Приобрёл известность благодаря своим песням «Welcome to the Party» и «Dior» в 2019 году. Pop Smoke является одним из самых известных представителей бруклинского дрилла, поджанра хип-хоп-музыки, известного своими грубыми и нигилистичными текстами.
Pop Smoke начал свою музыкальную карьеру в конце 2018 года, выпустив дебютный сингл «MPR (Panic Part 3 Remix)». Его первый коммерческий микстейп Meet the Woo вышел в июле 2019 года, продолжение пластинки, Meet the Woo 2, выпущено 7 февраля 2020 года.
Менее чем через две недели после выхода второго микстейпа Pop Smoke был убит во время вторжения в его дом в Лос-Анджелесе. Нью-Йоркский рэпер 50 Cent выступил исполнительным продюсером посмертного дебютного студийного альбома рэпера Shoot for the Stars, Aim for the Moon, выпущенного 3 июля 2020 года. Пластинка дебютировала на первом месте в чарте Billboard 200, а все 19 треков из работы попали в Billboard Hot 100. С альбома также вышел ряд синглов, каждый из которых вошёл в топ-10, включая «For the Night» при участии DaBaby и Lil Baby, а также «What You Know Bout Love». Год спустя, 16 июля 2021 года, лейбл Republic Records выпустил второй студийный альбом Pop Smoke Faith.

## Ранние годы
Башар Джексон родился 20 июля 1999 года в Нью-Йорке в семье ямайской матери Одри Джексон (в девичестве — Бут) и панамского отца Грегори Джексона. У него есть старший брат Обаси. Джексон посещал девять разных школ пока рос в Канарси, Бруклин. В детстве играл на африканских барабанах в местной церкви. Джексон был исключён из восьмого класса за то, что принёс в школу оружие, и провёл два года под домашним арестом по обвинению в его хранении. В детстве Башар также начал играть в баскетбол в качестве разыгрывающего и атакующего защитника. В результате он переехал в Филадельфию, чтобы поступить в Академию Роктоп, однако был вынужден уйти из неё после того, как у него диагностировали шум в сердце. В конечном итоге Джексон занялся незаконной деятельностью.

## Карьера
Творческое имя рэпера является смесью его детского и уличного прозвищ. Бабушка называла его «Poppa», а друзья — «Smocco Guwop». Первую песню «MPR (Money, Power, Respect)» он записал в 2018 году на студии с Jay Gwuaop. Pop Smoke использовал инструментал продюсера 808Melo, который нашёл на YouTube. 28 января 2019 года он выпустил сингл «Flexin’».
В апреле 2019 года продюсер Rico Beats представил Pop Smoke Стивену Виктору. Позже рэпер подписал контракт со звукозаписывающими лейблами Victor Victor Worldwide и Republic Records. 23 апреля вышел лид-сингл с предстоящего дебютного микстейпа «Welcome To The Party». Песня стала популярной, и через два месяца вышло два ремикса. В первом участвовала Ники Минаж, во втором — Скепта. 28 июня был выпущен второй сингл «Meet the Woo».
26 июля 2019 года вышел дебютный микстейп рэпера Meet the Woo. Пол Томпсон из Vulture отметил, что пластинка помогла сформировать дрилл-сцену Бруклина. С октября по декабрь 2019 года были выпущены несколько синглов, содержащих гостевые участия от Башара, включая «War» совместно с Lil Tjay и «100k on a Coupe» с Calboy. 27 декабря лейбл американского рэпера Трэвиса Скотта Cactus Jack Records выпустил сборник JackBoys, последней песней которого является «Gatti» при участии Pop Smoke.
16 января 2020 года Pop Smoke выпустил сингл «Christopher Walking». 7 февраля вышел второй микстейп Meet the Woo 2. На нём участвовали такие рэперы, как Quavo, A Boogie wit da Hoodie, Fivio Foreign и Lil Tjay. Пластинка получила преимущество положительные отзывы. Через пять дней была выпущена делюкс-версия Meet the Woo 2, в которую вошли три дополнительных песни: «Wolves» при участии Nav, ремикс на «Dior» при участии Gunna и «Like Me» при участии PnB Rock.
11 февраля 2020 года песня «Dior» вышла на радио rhythmic contemporary как третий сингл с Meet The Woo. Днём позже, за шесть дней до смерти Башара, PnB Rock выпустил сингл «Ordinary» при участии Pop Smoke.
В марте 2020 года Pop Smoke должен был отправиться в концертный тур Meet the Woo Tour, однако был убит до его предполагаемого начала.

### Посмертные релизы
Песня «Dior», второй сингл с микстейпа Meet the Woo, стала первым посмертным сольным хитом Pop Smoke, заняв 22 место в Billboard Hot 100 и 33 место в UK Singles Chart. В начале марта 2020 года американский рэпер 50 Cent объявил в своём Instagram, что он решил выступить исполнительным продюсером и закончить дебютный студийный альбом Джексона. 50 Cent пригласил Родди Рича, Дрейка и Криса Брауна для записи гостевых участий. Pop Smoke хотел пригласить свою мать на церемонию вручения наград, что побудило 50 Cent пообещать взять её с собой, когда работа над альбомом будет завершена.
28 марта песня «Shake the Room» была выпущена как второй сингл с микстейпа Meet the Woo 2.
В апреле Стивен Виктор анонсировал документальный фильм про Pop Smoke. Дебютный студийный альбом должен был выйти 12 июня 2020 года, однако он был перенесён на 3 июля.
8 мая 2020 года Nav выпустил альбом Good Intentions, куда вошла песня «Run It Up», содержащая гостевое участие от Pop Smoke. В тот же день вышел трек Lil Tjay «Zoo York», на нём присутствуют куплеты от Башара и Fivio Foreign.
12 июня 2020 года был выпущен лид-сингл «Make It Rain» с предстоящей пластинки. 3 июля вышел дебютный посмертный студийный альбом Shoot for the Stars, Aim for the Moon. Он содержит гостевые участия от Lil Baby, Фьючера, Roddy Ricch, Quavo, 50 Cent, DaBaby и других. Все песни попали в чарт Billboard Hot 100. Альбом был встречен положительными отзывами. В NME высоко оценили продюсирование, гостевые участия и лирику Pop Smoke, а в Entertainment Weekly сказали, что альбом «продвигает [исполнителя] на следующий уровень».
30 октября Френч Монтана выпустил сингл «Double G» с гостевым участием Pop Smoke.
11 декабря 2020 года Башар и Скепта поучаствовали на песне «Show Out» с альбома Кида Кади Man on the Moon III: The Chosen.
26 февраля 2021 года была выпущена песня «AP» как заглавный сингл саундтрека к фильму Boogie, где Pop Smoke сыграл роль Монка.
11 июня вышел альбом Polo G Hall of Fame, на нём присутствует песня «Clueless» при участии Pop Smoke и Fivio Foreign. В тот же день Migos выпустили Culture III, в который входит песня «Light It Up» с гостевым участием от Башара. Скепта, Pop Smoke, Project Pat, ASAP Rocky и Juicy J участвовали в записи саундтрека к фильму «Форсаж 9», выпустив трек «Lane Switcha» 17 июня.
16 июля 2021 года вышел второй студийный альбом Faith. Он содержит гостевые участия от Канье Уэста, Pusha T, Рик Росса, The-Dream, 21 Savage, 42 Dugg и других исполнителей. Он получил неоднозначные отзывы публики, критикам не понравилось большое количество и качество гостевых участий. Сам Башар заявлял, что ему не очень нравится работать с другими артистами. В Exclaim! плохо отозвались о продюсировании песен, назвав их структуру «ленивой». Продюсер первых двух микстейпов Джексона 808Melo в своём Твиттере, обращаясь к поклонникам, просил «не жаловаться [ему] на альбом», потому что он не принимал на нём участия. В HipHopDX назвали пластинку «символом жадности, созданном для эпохи стриминга».
29 августа американский рэпер Канье Уэст выпустил десятый студийный альбом Donda. На нём представлена песня «Tell the Vision», раннее выходившая в составе Faith. Версия с Donda отличается инструментальной частью, продолжительностью и отсутствием куплетов от Pusha T и самого Уэста.
19 ноября 2021 года была выпущена песня Френч Монтаны, Pop Smoke и Lil Durk под названием «Stuck in the Jungle».
12 августа 2022 года Tyga выпустил песню «Sunshine» при участии Pop Smoke и Дженей Айко.

## Музыкальный стиль
Pop Smoke являлся представителем бруклинского дрилла, поджанра, сочетающего в себе трэп-музыку, чикагский и британский дрилл. Для него характерны перкуссии с обработанными вокальными сэмплами, а в лирическом плане преобладает тема криминала. После подписания контракта с лейблами Victor Victor Worldwide и Republic Records Pop Smoke сказал Стивену Виктору, что ранее он пел в церкви. Выпущенный посмертно дебютный студийный альбом Shoot for the Stars, Aim for the Moon демонстрирует мелодическую сторону исполнителя, на нём присутствуют песни в жанрах соул, современный ритм-н-блюз. Рэпер был известен за свой низкий голос, «Афиша» описывает его как «сипловатый, раскатистый и чуть зловещий басок».

## Проблемы с законом
Pop Smoke являлся членом банды Crips.
17 января 2020 года Джексон был арестован в Международном аэропорту имени Джона Кеннеди в Нью-Йорке по обвинению в угоне и перевозке украденного автомобиля через границу штата. Это был Rolls-Royce Wraith, владелец которого сообщил об угоне после того, как в Калифорнии рэпер взял автомобиль в долг якобы для съёмок музыкального видео с условием, что на следующий день он будет возвращён. Власти обнаружили Rolls-Royce в доме матери Джексона в районе Канарси, Бруклин, на нём были алабамские номера, стёкла — затонированы. Рэпер не признал себя виновным и был освобождён под залог в 250 000 долларов в тот же день. После его ареста Pop Smoke допрашивали о несмертельной стрельбе, которая произошла в Бруклине в июне 2019 года. Полиция думала, что у него есть информация о происшествии, потому что у них были кадры, на которых рэпер ведёт машину задним ходом рядом с местом преступления. Полиция также пыталась заставить Джексона рассказать им больше информации о Crips, GS9 и других бруклинских уличных бандах, но он отказался говорить.

## Смерть
Pop Smoke был убит в ночь на 19 февраля 2020 года в своём съёмном доме на Голливудских холмах.
По словам людей, находившихся рядом с домом артиста, примерно в 04:30 четыре человека в масках приехали на место и прокрались во двор. Затем внутрь через слепую зону зашёл один из нападавших, остальные остались стоять настороже. Несколько минут спустя раздались выстрелы, после чего убийца покинул место преступления. Pop Smoke был доставлен в Седарс-Синайский медицинский центр, где врачи сделали ему торакотомию на левой стороне грудной клетки, но через несколько часов была констатирована смерть.
21 февраля 2020 года в отделе судебно-медицинской экспертизы округа Лос-Анджелес сообщили, что причиной смерти Pop Smoke было огнестрельное ранение в туловище. Полиция Лос-Анджелеса сначала считала, что убийство Башара было связано с преступными группировками, поскольку рэпер имел связь с Crips. Позже эта версия была отклонена в пользу неудачного домашнего ограбления.
9 июля 2020 года трое взрослых мужчин и двое несовершеннолетних были арестованы по подозрению в убийстве рэпера. Их идентифицировали как Кори Уокера, 19 лет; Кандре Д. Роджерса, 18 лет; 21-летнего Жакан Мёрфи и двое несовершеннолетних, которым на момент убийства было 15 и 17 лет.
За день до убийства Pop Smoke его друг Майкл Дуродола опубликовал несколько изображений в социальных сетях, на одном из которых был указан их адрес. Рэпер опубликовал в Instagram и Facebook фотографии полученных им подарков. На упаковке одного из них был указан полный адрес дома.
В мае 2020 года 15-летний преступник, самый молодой из четырёх злоумышленников, якобы признался в убийстве Pop Smoke своему сокамернику в центре содержания под стражей для несовершеннолетних. Он рассказал, что Pop Smoke сначала вёл себя спокойно, выполнял его приказы, однако вскоре предпринял попытку оказать сопротивление, в результате чего был застрелен из Beretta M9. Злоумышленники скрылись с его часами Rolex.
В мае 2021 года появилась информация, что Pop Smoke принимал душ в доме, арендованном через сервис Airbnb, когда люди в масках вошли через балкон на втором этаже. К голове женщины, которая в то время находилась с Pop Smoke, приставили пистолет. Один из злоумышленников пригрозил убить её, сказав: «Заткнись, чёрт возьми. Ты хочешь умереть?» Женщина услышала, как Башар борется с убийцей, а затем его крик. Pop Smoke выбежал из ванной, очевидица услышала громкий хлопок. Двое других злоумышленников начали пинать рэпера. Pop Smoke смог подняться и убежать вниз, когда прозвучало ещё два выстрела. Женщина последовала за Башаром и увидела его на земле. Злоумышленники украли золотые часы и другие украшения Pop Smoke, прежде чем сбежать из дома.
В апреле 2023 года 20-летний мужчина признал себя виновным в непредумышленном убийстве Pop Smoke. По данным Ассошиэйтед Пресс, опубликованным 7 апреля 2023 года, преступник, чьё имя не раскрывается судом, так как на момент совершения преступления он не был совершеннолетим, был приговорён к четырём годам и двум месяцам лишения свободы в колонии для несовершеннолетних. По данным газеты Los Angeles Times, обвиняемому не засчитали время, которое он уже отбыл в центре временного содержания для несовершеннолетних с момента ареста после убийства рэпера.

### Похороны
Изначально планировалось, что тело Pop Smoke будет похоронено на кладбище Сайпресс-Хиллз. Семья, друзья и поклонники Башара собрались в его родном районе Канарси, чтобы выразить своё почтение. Белая повозка, запряжённая лошадьми, проехала по улицам, в ней находился чёрный гроб. Перед каретой ехала Lamborghini рэпера 50 Cent, однако его не было в салоне.
Рэпер был похоронен на кладбище Грин-Вуд в Бруклине.

### Акт вандализма
11 сентября 2021 года могила Pop Smoke подверглась нападению вандалов. Мраморное надгробие рэпера, на котором выгравировано его имя, было разбито. За пределами склепа были следы от волочения, что указывает на то, что вандалы пытались что-то вытащить из гробницы, возможно, сам гроб рэпера.

## Наследие
Родители Pop Smoke, Одри и Грег Джексоны, поделились воспоминаниями о своём сыне, а затем рассказали, как насилие с применением огнестрельного оружия отняло его у них.
|                | On February 19th, at 4:00 AM, a gun was used to take my son from me. You know him as Pop Smoke, we called him 'Shar'. Because of gun violence, I'll never see my son run up the front of our steps, taking them two at a time; he won't ever take my hands again and dance with me; he won't come into my room and muscle pose in the mirror. Gun violence destroys families. It must stop. |  | 19 февраля, в 4:00 утра, из пистолета был застрелен мой сын. Вы знаете его под именем Pop Smoke, мы называли его Шар. Из-за насилия с применением оружия я никогда не увижу, как мой сын бежит по ступенькам, поднимаясь по двое; он больше никогда не возьмет меня за руки и не будет танцевать со мной; он не придет в мою комнату и не будет позировать перед зеркалом. Насилие с применением огнестрельного оружия разрушает семьи. Оно должно быть остановлено. |  |
| — Одри Джексон | |  | |  |

Дэнни Шварц написал для The Ringer, что «Pop Smoke покорил нью-йоркский рэп и дал городу такую готовую и сформированную звезду, какой он не видел уже много лет». Он также утверждал, что «в Нью-Йорке „Welcome to the Party“ звучала чаще, чем такие хиты, как „Old Town Road“».
Трудовая этика Джексона была высоко оценена его коллегами по музыкальной индустрии. Исполнительный продюсер его посмертного альбома 50 Cent рассказал, что Смоук всегда «записывал на свой телефон то, что он ему говорил», а Quavo добавил, что «чувствовал себя так, будто разговаривал с человеком, который уже три года в игре».
Продюсер Rico Beats заявил, что в последние несколько месяцев Джексон начал «говорить детям, чтобы те не шли по бандитскому пути», желая «стать лучше». Через несколько месяцев после его смерти семья объявила о создании Shoot for the Stars, фонда, который Башар планировал создать до своей смерти с целью помощи и вдохновения молодёжи. Хотя тексты Pop Smoke обычно не затрагивали темы жестокости полиции или расизма, его песни широко использовались во время протестов после убийства Джорджа Флойда как символ сопротивления.

## Дискография
- Shoot for the Stars, Aim for the Moon (2020)
- Faith (2021)

## Награды и номинации
| Год  | Награда                | Номинируемая работа                         | Категория                          | Результат | Примечания    |
| ---- | ---------------------- | ------------------------------------------- | ---------------------------------- | --------- | ------------- |
| 2020 | BET Awards             | Он сам                                      | Лучший новый исполнитель           | Номинация | [ 91 ]        |
| 2020 | MTV Video Music Awards | Он сам                                      | Лучший новый исполнитель           | Лонг-лист | [ 92 ] [ 93 ] |
| 2020 | MTV Video Music Awards | «The Woo» (при участии 50 Cent и Родди Рич) | Песня лета                         | Номинация | [ 92 ] [ 93 ] |
| 2020 | BET Hip Hop Awards     | Он сам                                      | Новый лучший хип-хоп-исполнитель   | Победа    | [ 94 ]        |
| 2021 | ARIA Music Awards      | Shoot for the Stars, Aim for the Moon       | Лучший международный исполнитель   | Ожидается | [ 95 ]        |
| 2021 | «Грэмми»               | «Dior»                                      | Лучшее рэп-исполнение              | Номинация | [ 96 ]        |
| 2021 | Billboard Music Awards | Он сам                                      | Лучший исполнитель                 | Номинация | [ 97 ]        |
| 2021 | Billboard Music Awards | Он сам                                      | Лучший новый исполнитель           | Победа    | [ 97 ]        |
| 2021 | Billboard Music Awards | Он сам                                      | Лучший исполнитель-мужчина         | Номинация | [ 97 ]        |
| 2021 | Billboard Music Awards | Он сам                                      | Лучший исполнитель в Billboard 200 | Номинация | [ 97 ]        |
| 2021 | Billboard Music Awards | Он сам                                      | Лучший исполнитель в Hot 100       | Номинация | [ 97 ]        |
| 2021 | Billboard Music Awards | Он сам                                      | Лучший исполнитель по стримингам   | Номинация | [ 97 ]        |
| 2021 | Billboard Music Awards | Он сам                                      | Лучший рэп-исполнитель             | Победа    | [ 97 ]        |
| 2021 | Billboard Music Awards | Он сам                                      | Лучший рэп-исполнитель-мужчина     | Победа    | [ 97 ]        |
| 2021 | Billboard Music Awards | Shoot for the Stars, Aim for the Moon       | Лучший альбом в Billboard 200      | Победа    | [ 97 ]        |
| 2021 | Billboard Music Awards | Shoot for the Stars, Aim for the Moon       | Лучший рэп-альбом                  | Победа    | [ 97 ]        |

## Фильмография
| Год                   | Название                         | Роль        | Примечания     |
| --------------------- | -------------------------------- | ----------- | -------------- |
| 2021                  | Boogie                           | Монк        | Антагонист     |
| Будет объявлено позже | Предстоящий документальный фильм | Самого себя | Архивные видео |